# Acrobrycon starnesi
Acrobrycon starnesi es una especie del género de peces de agua dulce Acrobrycon, de la familia Characidae. Habita en ambientes acuáticos cálidos en el centro-oeste de Sudamérica. 

## Taxonomía y distribución
Esta especie fue descrita originalmente en el año 2013 por los ictiólogos Dahiana Arcila, Richard P. Vari y Naércio A. Menezes.
Al ejemplar holotipo se le asignó el código USNM 319277. Su longitud es de 62,5 mm de largo total.
La localidad tipo es: Bolivia, departamento de Chuquisaca, río Thyumayu, afluente del río Azero, 30 km en línea recta hacia el SE de Padilla, en las coordenadas: 19°34′S 64°08′O / -19.567, -64.133.
Esta especie es endémica de Bolivia. Se distribuye en la porción suroccidental de la cuenca del Amazonas.
Se puede separar de las otras especies de este género por los caracteres variables diagnósticos: el ancho de la región interobital, el diámetro horizontal del ojo, el número de escamas horizontales en derredor del pedúnculo caudal, el número de escamas perforadas de la línea lateral, el número de radios de la aleta anal y la profundidad del origen de la aleta dorsal.